# Jytte Guteland
Jytte Guteland (Huddinge, 16 september 1979) is een Zweeds politica namens de sociaaldemocratische partij Sveriges socialdemokratiska arbetareparti (SAP).

## Biografie
Guteland studeerde economie aan de Hogeschool van Södertörn in Huddinge. Van 2007 tot 2011 diende ze als voorzitter van de jeugdbond van haar partij, de Sveriges socialdemokratiska ungdomsförbund (SSU).
Bij de Europese parlementsverkiezingen van 2014 werd Guteland gekozen als lid van het Europees Parlement. Zij trad aan op 1 juli van dat jaar en werd in 2019 herkozen. Ze was lid van de fractie van de Progressieve Alliantie van Socialisten en Democraten. Ze maakte deel uit van de commissie voor Milieubeheer, Volksgezondheid en Voedselveiligheid, de enquêtecommissie voor de bescherming van dieren tijdens transport en de delegatie voor betrekkingen met Iran.
Bij de parlementsverkiezingen van 11 september 2022 werd Guteland gekozen als lid van de Rijksdag. Als gevolg hiervan trad zij op 25 september 2022 af als lid van het Europees Parlement.